# Comuna Dobrostanî, Iavoriv
Dobrostanî (în ucraineană Добростани) este o comună în raionul Iavoriv, regiunea Liov, Ucraina, formată din satele Dobrostanî (reședința), Kacimari, Kartîniv și Volea-Dobrostanska.

## Demografie
Componența lingvistică a comunei Dobrostanî
     Ucraineană (99,79%)
     Alte limbi (0,16%)
Conform recensământului din 2001, majoritatea populației comunei Dobrostanî era vorbitoare de ucraineană (99,79%), existând în minoritate și vorbitori de alte limbi.